# Hélice
Hélice (spanisch; deutsch: Propeller) war eine ecuadorianische Avantgarde-Zeitschrift, die vom Maler Camilo Egas (1889–1962) gegründet wurde. Es gab insgesamt fünf Ausgaben, die zwischen April und September 1926 veröffentlicht wurden.
Der Redakteur des Magazins war der Journalist und Dramatiker Raúl Andrade. Einige der in Hélice verkündeten künstlerischen Trends waren Ultraismus, Kreationismus, Surrealismus, Futurismus und Indigenismo.
Der Name der Veröffentlichung wurde als Anspielung auf den Propellerantrieb gewählt, den Egas und Andrade für ein futuristisches Symbol der ecuadorianischen Kultur der damaligen Zeit hielten. Der Inhalt des Magazins umfasste Manifeste, Gedichte, Geschichten, Interviews, Cartoons, Kunstkritiken, Meinungsbeiträge, Illustrationen, Reproduktionen von Gemälden und Skulpturen, Übersetzungen und Partituren.
Der Slogan des Magazins wurde vom Dichter Gonzalo Escudero in der ersten Ausgabe des Magazins folgendermaßen definiert:

„Comprendemos que el Arte es la alquimia de la inverosimilitud, porque si el Arte fuera la verdad, la expresión artística no existiría... Sólo el artista crea, multiplica, destruye... (dt. Wir verstehen, dass Kunst die Alchemie der Unplausibilität ist, denn wenn Kunst die Wahrheit wäre, würde es keinen künstlerischen Ausdruck geben ... Nur der Künstler erschafft, multipliziert, zerstört...“

Die erste Ausgabe der Zeitschrift erschien am 26. April 1926 und hatte eine ausgeprägte sozialistische Tendenz.